# Silazni čvor
Silazni čvor je točka u kojima staza nebeskog tijela presijeca ravninu ekliptike. Označavamo ga slovom N. Nalazi se nasuprot uzlaznom čvoru.